# Dilhayat Kalfa
Dilhayat Kalfa (1710 – 1780) è stata una musicista, compositrice e cantante ottomana, nota come la più importante compositrice nella storia della musica classica ottomana. Trascorse la sua vita alla corte ottomana, come governante dell'harem del sultano Ahmed III e insegnante di Selim III.

## Biografia
Nata intorno al 1710 ma di origini ignote, Dilhayat a un certo punto della sua vita venne portata a Istanbul e inserita nell'harem del sultano Ahmed III, dove divenne una kalfa, ovvero un membro del personale amministrativo, e fece carriera fino a divenirne governante. In seguito, si unì allo staff di Mihrişah Kadın, consorte di Mustafa III, come insegnante di musica di suo figlio Selim.
Dotata di grande talento musicale, nell'harem affinò la sua istruzione divenendo cantante, suonatrice di tanbur e compositrice. Fu autrice di almeno un centinaio di composizioni per strumenti e voce, di cui una dozzina giunte fino a noi, ed è a oggi considerata la più importante figura femminile nella storia della musica classica ottomana. 
Morì nel 1780, durante il regno del sultano Abdulhamid I, ma non è noto se trascorse la sua intera vita nell'harem o se a un certo punto fu affrancata. Tuttavia, l'elenco dei suoi beni al momento della morte indica che senza dubbio era divenuta una donna che godeva di un elevato status socio-economico. 